# Baden-Baden
Baden-Baden (in alemanno Bade-Bade) è una città tedesca situata nel Baden-Württemberg occidentale, la più piccola delle nove città extracircondariali del Land. Nota per essere un centro termale, mineralterapeutico, e conosciuta come meta di vacanza e città dai festival internazionali, fino al 1931 la città si chiamava soltanto Baden. Nel 2021 è stata dichiarata patrimonio dell'umanità dall'UNESCO nelle Grandi città termali d'Europa.

## Geografia fisica
Baden-Baden si trova ai margini occidentali della Foresta Nera settentrionale nella valle del fiume Oos, un piccolo fiume che circa 13 km più avanti confluisce presso Rastatt nel Murg. I quartieri orientali della città sfumano parzialmente sui pendii della Foresta Nera. I quartieri sudoccidentali si trovano nel bassopiano renano superiore.

## Storia

### Origini
Le prime tracce risalgono al 10000 a.C., tuttavia soprattutto con il dominio romano, che sfruttò le fonti d'acqua calda dell'insediamento, Baden-Baden raggiunse la sua importanza. 
L'insediamento romano, come molte città con sorgenti curative, si chiamava Aquae, la parola latina che significa sorgente o bagno. Sebbene non sia noto alcun epiteto per la città stessa, il distretto amministrativo che la circondava portava il titolo onorifico di Civitas Aurelia Aquensis nel III secolo e faceva parte degli Agri Decumates. 
Molti autori lo associano all'imperatore Caracalla, che fece sviluppare le terme. Secondo una teoria più recente, l'imperatore Eliogabalo era l'eponimo.
Intorno al 260 d.C., gli Alemanni conquistarono la zona. 

### Medioevo
Intorno o poco dopo il 500, l'area passò sotto il dominio franco e divenne una città di confine con l'area tribale alemanna. 
Nel 712 d.C. venne nominato per la prima volta con la donazione del territorio da parte del re Merovingio Dagoberto III al monastero di Weißenburg. 
Il conte Ermanno II di Baden, del casato degli Zähringen, acquista il territorio attorno a Baden-Baden all'inizio del XII secolo tramite il matrimonio e si nomina Margravio del Baden. Nel 1250 a Baden-Baden fu dato lo status di città.
Nel corso della storia la città divenne residenza della linea cattolica del casato al potere, dopo la divisione del Margraviato del Baden, che fu riunificato dopo l'estinzione nel 1771 della linea protestante dei Baden-Durlach (che avevano già la residenza a Karlsruhe). La città rimase tuttavia sede di un ente per l'intera zona circostante.

#### Questioni religiose
Baden-Baden apparteneva inizialmente alla Diocesi di Spira suffraganea dell'Arcidiocesi di Magonza. Subito dopo la Dieta di Worms il margravio Filippo II fece entrare nella città i predicatori evangelici e già nel 1538 l'intera città doveva già essere interamente protestante. Ufficialmente la Riforma dovrebbe essere stata introdotta soltanto nel 1556. Tuttavia già dopo la sua morte i figli dovettero essere nuovamente diventati cattolici sotto la pressione del loro reggente, il duca Alberto V di Baviera e le funzioni protestanti furono proibite a partire dal 1571. 
Nel 1610 venne nuovamente nominato un predicatore evangelico, tuttavia il margravio Guglielmo I riportò in città i Gesuiti, che completarono la ricattolicizzazione. Chi voleva rimanere protestante dovette abbandonare la città, tanto che a partire dal 1650 non vi erano più protestanti in città. Sotto il margravio Carlo Federico a partire dal 1771 erano permesse soltanto le funzioni cattoliche. I credenti appartenevano all'inizio alla diocesi di Spira e, dopo la sua dissoluzione, al vicariato generale di Bruchsal. Nel 1821 il comune divenne parte dell'arcidiocesi di Friburgo in Brisgovia di recente fondazione. Baden-Baden divenne sede di un decanato.

### Storia moderna
Nell'ambito della guerra di successione del Palatinato Baden-Baden viene incendiata il 24 agosto 1689 dalle truppe francesi.

#### Centro mondano

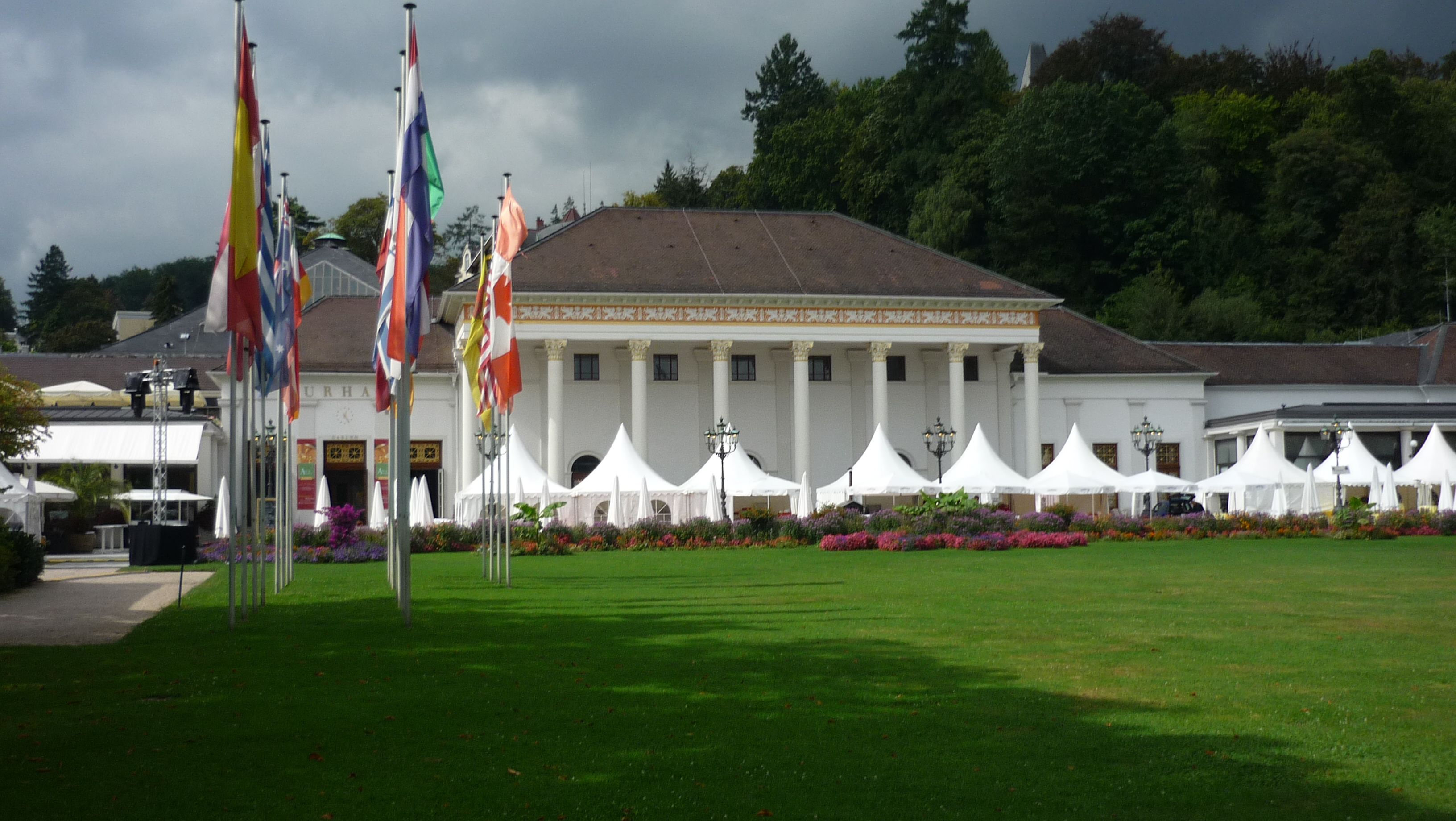
Il complesso della Kurhaus-Casino.

Alla fine del XVIII secolo, la città divenne una località termale rinomata in tutta Europa e, dal 1840 al 1870, fu persino conosciuta come "capitale estiva" d'Europa.
Stefania de Beauharnais, figlia adottiva di Napoleone I e granduchessa di Baden, fece di Baden il suo luogo di villeggiatura.
Dal 1855 al 1914, la famiglia imperiale russa e diverse famiglie aristocratiche russe visitarono Baden-Baden quasi ogni anno, tanto che la città fu soprannominata "capitale non ufficiale della Russia". Tra le grandi famiglie della nobiltà russa che vennero a Baden-Baden c'erano la famiglia Gagarin e la famiglia Menšikov, che si costruirono grandi ville.
Baden-Baden è stata anche la patria di alcuni dei più grandi personaggi della letteratura russa, tra cui Turgenev (che visse qui per sette anni), Gogol, Tolstoj e Dostoevskij, che trascorse qui diversi anni. I russi venivano a Baden-Baden soprattutto per il suo casinò, poiché il gioco d'azzardo era vietato nell'Impero russo.
Sorgono allora hotel di lusso, il casinò (1810-1811), la Kurhaus (1821-1824) e il monumentale edificio delle terme Friedrichsbad (1877). 
Corse ippiche internazionali hanno luogo dal 1858 a Iffezheim. Due appuntamenti fanno di Baden-Baden un centro internazionale per l'ippica: l'incontro a primavera (fine maggio/inizio di giugno) e la Große Woche (fine agosto/inizio settembre). Organizzatore della competizione è il club internazionale fondato nel 1872.

### Storia contemporanea
Nel 1863 venne istituito il distretto di Baden a cui appartenevano i circondari di Achern, Baden-Baden, Bühl, Rastatt e Gernsbach. Nel 1924 il distretto di Baden venne sciolto e Baden-Baden venne dichiarata nel 1939 città indipendente.
Dopo la seconda guerra mondiale Baden-Baden divenne la sede del canale radiofonico Südwestfunk, che esegue trasmissioni per programmi a onda lunga e a onde medie per il territorio urbano. Il suo successore, la Südwestrundfunk produce ancora oggi nella città la maggior parte dei suoi programmi. Dal 1992 a Baden-Baden viene conferito il Deutscher Medienpreis (premio mediatico tedesco).
La città ha mantenuto la sua vocazione turistica, in particolare con l'apertura delle "Terme di Caracalla" nel 1985 (chalet, saune e piscine) e di un teatro dell'opera, Festspielhaus Baden-Baden, da 2.500 posti (uno dei più grandi d'Europa) nel 1998, realizzato nell'ex stazione ferroviaria costruita per l'imperatore Guglielmo II e arricchito da un edificio contemporaneo con facciata in vetro. Dal 1991, la città è stata coinvolta nella cooperazione transfrontaliera, aderendo all'Eurodistretto di Pamina..
Oggi, due complessi termali offrono trattamenti e relax in un'ampia gamma di bagni: da quelli freddi a quelli molto caldi (68°C), idromassaggi o bagni di vapore. Dalle profondità della terra sgorgano ogni giorno circa 800.000 litri di acqua termale attraverso dodici sorgenti.

## Stemma
Lo stemma della città di Baden-Baden è suddiviso in tre larghi campi dai colori rosso e giallo.
Blasonatura: d'oro, alla banda di rosso.

## Monumenti e luoghi d'interesse

### Architetture religiose

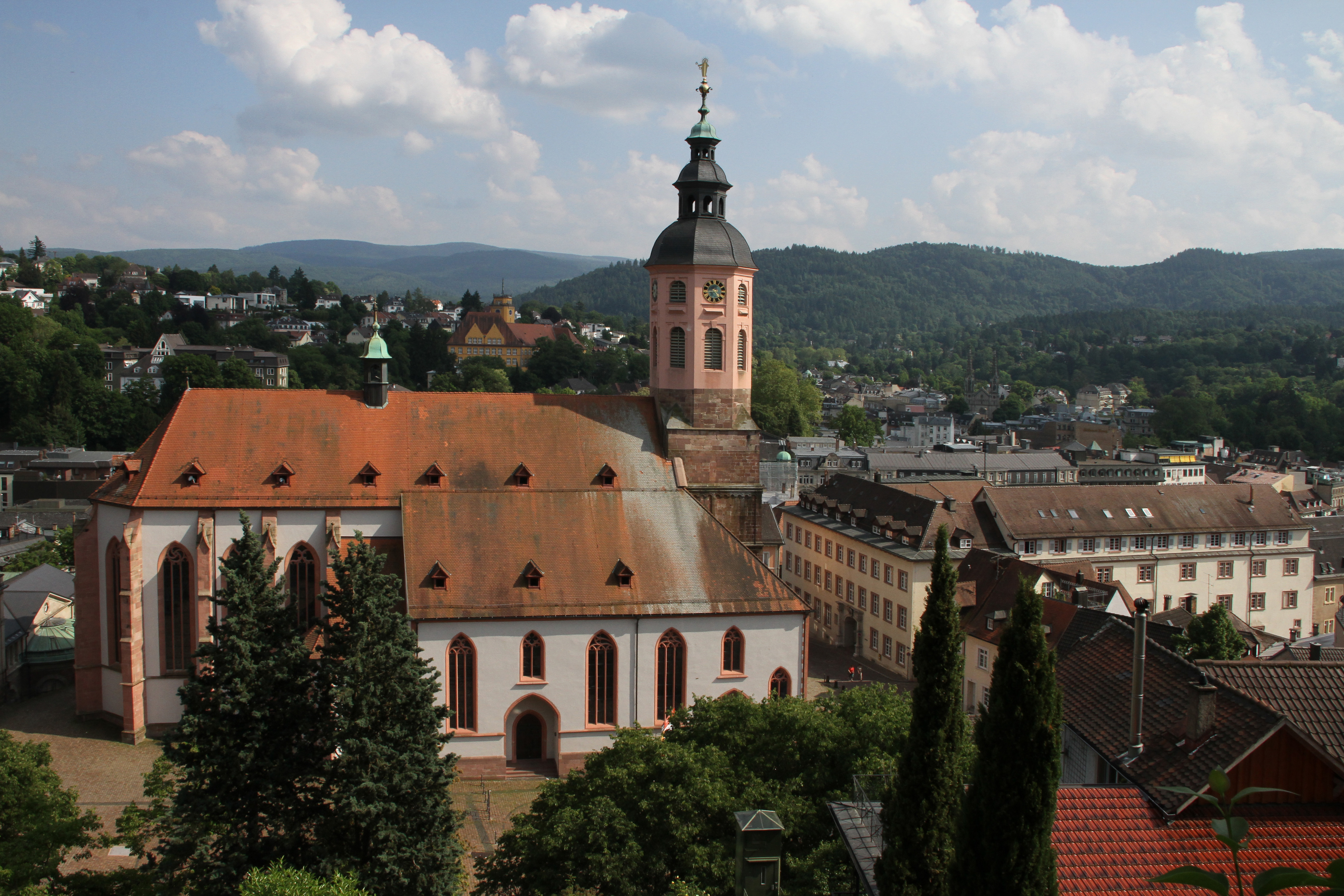
La gotica Collegiata.

- La Collegiata, dedicata ai Santi Pietro e Paolo è un edificio gotico risalente al XV secolo. Accoglie alcune tombe dei Margravi del Baden.
- La Chiesa dell'Ospedale (in tedesco Spitalkirche), in stile gotico, venne eretta nel 1487.
- Il Convento di Lichtenthal, fondato da Ermengarda del Reno, sorge alla fine della Lichtentaler Allee. Venne fondato nel 1245 dalla margravio Irmengarda. Rodolfo I di Baden-Sausenberg vi eresse, nel 1248, la Fürstenkapelle, Cappella sepolcrale dei Principi, dove sono accolte tombe monumentali dei Margravi del Baden.
- Il Convento del Sacro Sepolcro (in tedesco Heiligen-Grabkloster), un complesso barocco eretto a partire dal 1689, di cui la chiesa venne edificata nel 1730.

### Architetture civili

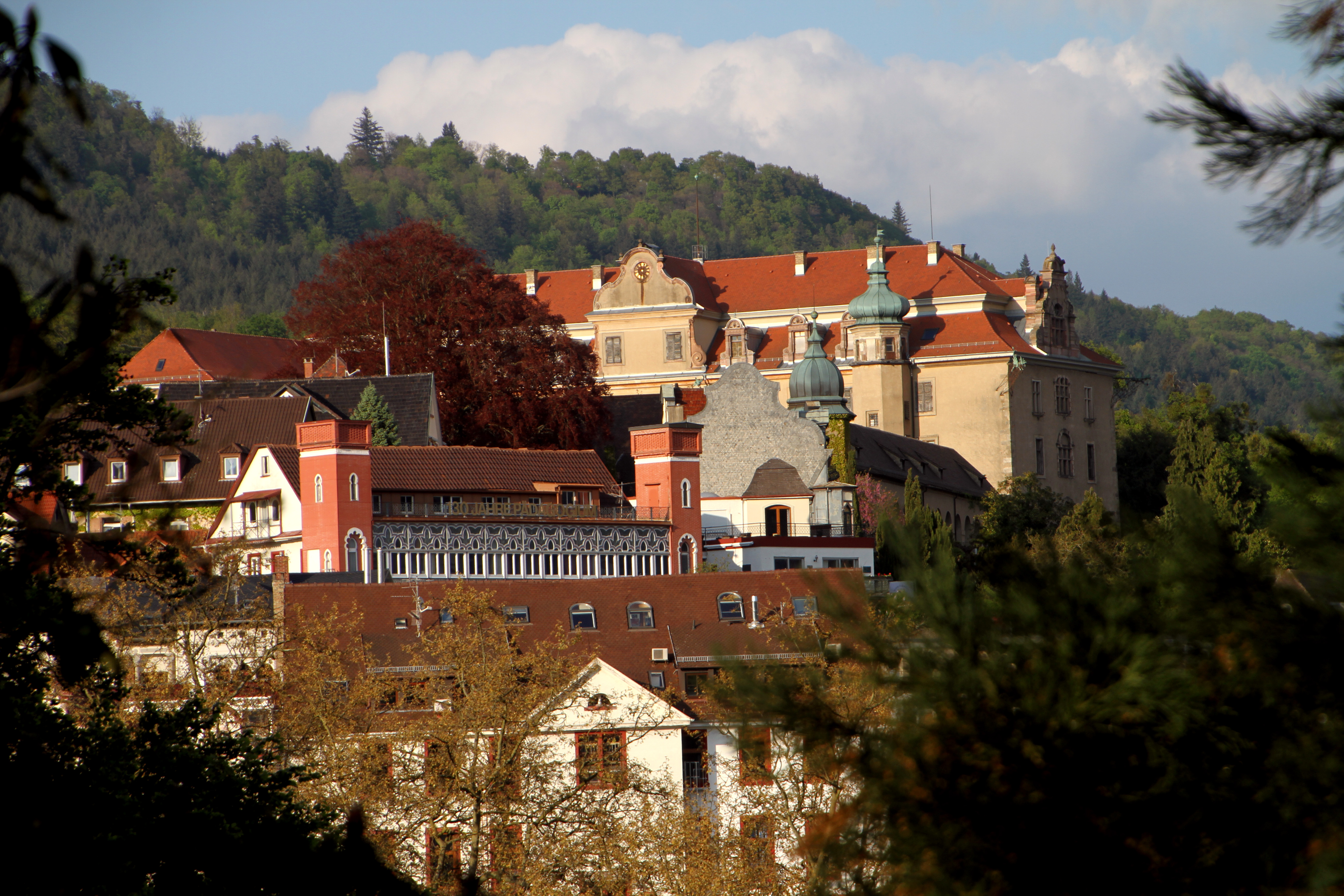
Il rinascimentale Castello Nuovo.

- Il Castello di Hohenbaden, oggi in pittoresca rovina, sorge in una collina vicina a dominio della città. Eretto a partire dal XII secolo era la sede ufficiale dei Margravi del Baden, fino all'incendio del 1590 che lo distrusse.
- Il Castello Nuovo domina il centro della città. Venne eretto sul luogo di una fortezza trecentesca degli Zähringen. Nelle attuali forme rinascimentali, venne riedificato a partire dal 1573-1575 dall'architetto monacense Caspar Weinhart per volere dei margravi del Baden.
- Kurhaus. La Casa delle Cure, con l'adiacente Casinò, vennero eretti in stile neoclassico da Weinbrenner fra il 1821 e il 1824.
- Friedrichsbad: le Terme di Federico sorgono al centro della città, sulla Römerplatz. Sono un grande complesso neo-barocco eretto a partire dal 1877, sulle rovine delle terme romane.
- Il Festspielhaus Baden-Baden è una sala da concerto e per opere, che con 2.500 posti a sedere per gli spettatori, è il più grande teatro del genere della Germania.
- Il Museo Fabergé, inaugurato nel maggio 2009 da Aleksandr Ivanov.
- Il Museo Frieder Burda, costruito da Richard Meier, ospita una delle più vaste collezioni d'arte moderna della Germania.

## Religione

### Confessioni cristiane

#### Cattolici
Nel territorio cittadino vi sono oggi le seguenti chiese o parrocchie:
Stiftskirche, St. Bernhard (Weststadt), St. Josef (Südstadt), St. Bonifatius Lichtental, St. Dionysius Oos, St. Eucharius Balg, Hl. Geist Geroldsau, St. Antonius Ebersteinburg, St. Bartholomäus Haueneberstein, St. Jakobus Steinbach, St. Katharina Sandweier, St. Michael Neuweier, Herz-Jesu Varnhalt come anche l'Autobahnkirche St. Christophorus nell'area di servizio autostradale di Baden-Baden. Con il monastero di Lichtenthal viene fondata un'abbazia cistercense nella città.

#### Protestanti
I pochi protestanti a Baden-Baden poterono fondare all'inizio del XIX secolo (1832) la loro prima comunità. Questa appartiene come anche tutte le altre comunità ecclesiastiche del giorno d'oggi alla Evangelische Landeskirche in Baden (circoscrizione ecclesiastica del Baden meridionale). Nel 1855 la comunità poté costruire la propria chiesa, l'attuale chiesa metropolitana (Stadtkirche). Nel 1960 la comunità ecclesiastica fu suddivisa nelle comunità di S. Luca e S. Marco. Ulteriori comunità protestanti nel territorio cittadino sono la comunità luterana di Lichtenthal (parrocchia costruita nel 1946), la comunità paolina nella città occidentale (parrocchia costruita nel 1946), la chiesa della Pace di Baden-Oos (parrocchia costruita nel 1949) e la comunità di Matteo di Steinbach-Sinzheim. A Sandweier vi è inoltre una sala ecclesiastica per le funzioni evangeliche. Tutte le comunità ecclesiastiche evangeliche di Baden-Baden appartengono oggi al distretto ecclesiastico di Baden-Baden-Rastatt.

#### Ortodossi

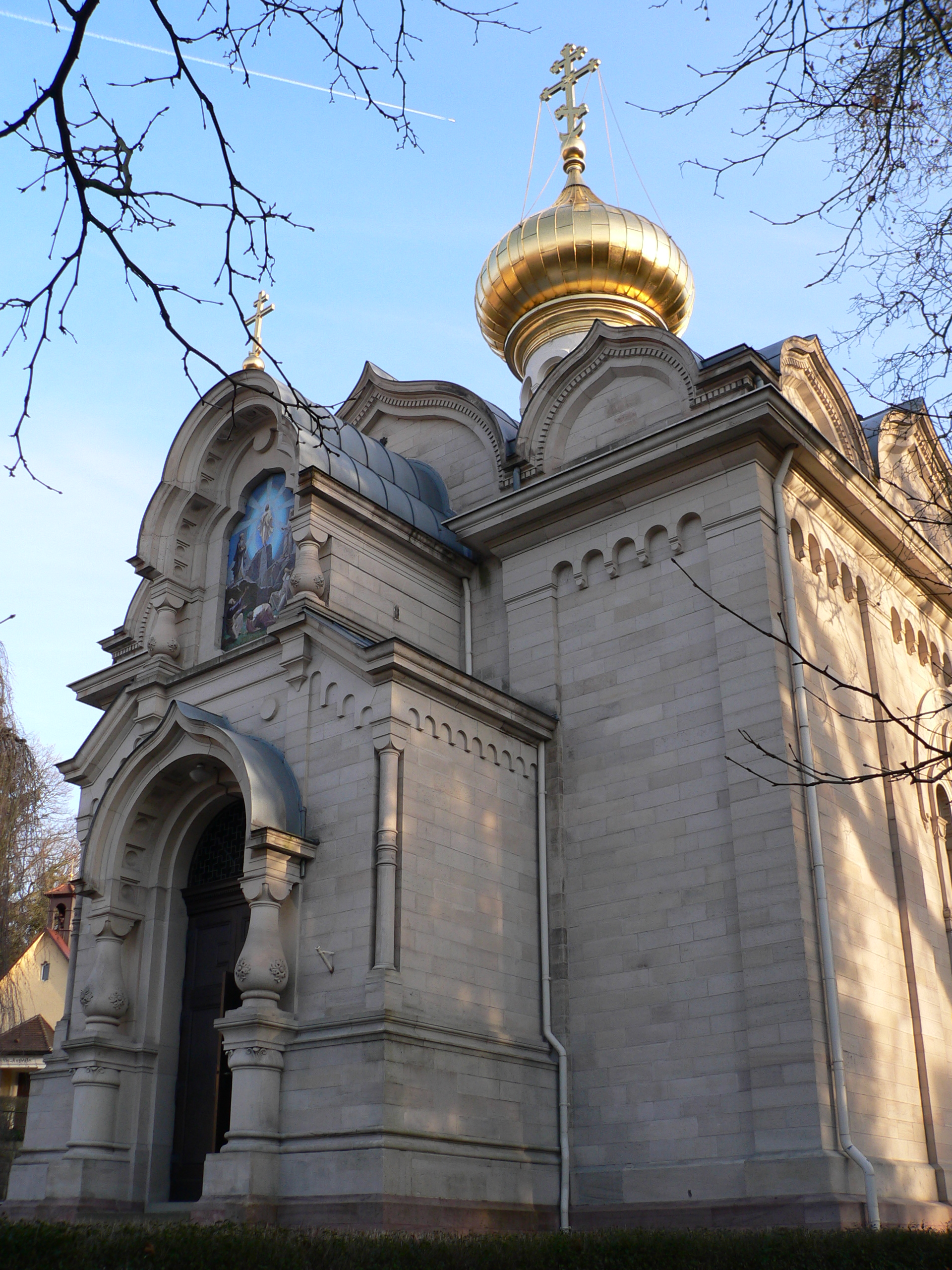
La Russische Kirche (Chiesa Russa) a Baden-Baden

Oltre alle comunità cattoliche vi è anche una chiesa rumeno-ortodossa (Stourdza-Kapelle) e una chiesa ortodossa russa.

#### Ebraismo
La presenza ebraica a Baden-Baden risale già al Medioevo ed avevano una sinagoga in Stephanienstraße. Dal primo censimento dopo la presa di potere di Hitler, risultavano registrate come "di fede israelitica" 260 persone. Baden-Baden rimase risparmiata dagli iniziali eccessi del nazionalsocialismo. Tuttavia, nei pogrom del 1938, il 10 novembre nelle prime ore del mattino molti ebrei residenti a Baden-Baden furono arrestati dalla polizia e portati al vecchio distretto di polizia (vicino alle odierne Terme di Caracalla). Verso mezzogiorno essi furono scortati in colonna verso la locale Sinagoga. Testimoni oculari affermano di umiliazioni da parte delle SS e insulti da parte dei cittadini di Baden-Baden nei confronti degli ebrei. Alcuni ebrei furono colpiti con sassi, picchiati e ridicolizzati. All'interno dell'edificio si trovavano membri delle SS di Baden-Baden pronte ad appiccare il fuoco dal matroneo. La Sinagoga fu profanata dalla popolazione. Circa 60 ebrei furono trasportati con un bus alla stazione ferroviaria. Da là gli ebrei di Baden-Baden, insieme ad un gruppo di ebrei del territorio dello Schwartzwald, furono inviati con un treno speciale al campo di concentramento di Dachau.
La Sinagoga di Baden-Baden venne incendiata completamente. Una stamperia acquistò successivamente la proprietà. Sul luogo in cui si trovava la Sinagoga di Baden-Baden oggi è posta una pietra commemorativa con incisa la seguente frase: "Qui sorgeva la Sinagoga di Baden-Baden, distrutta durante l'incendio del 10 novembre 1938". Il 22 ottobre 1940 106 ebrei di Baden-Baden furono deportati nel campo di Gurs. Di essi circa 14 morirono ad Auschwitz, uno a Majdanek e 22 in altri Lager. Nel 1941 altri 44 ebrei furono arrestati. In seguito furono trasferiti a Lublino e Theresienstadt. Solo due fecero ritorno, tutti gli altri non tornarono.
Il cimitero ebraico di Baden-Baden (Lichtental) non fu chiuso o venduto.
Il 25 novembre 1976 fu edificato un monumento alle vittime ebree della dittatura nazionalsocialista; il monumento contiene un pezzo delle fondamenta della Sinagoga di Baden-Baden. La ormai annientata comunità ebraica di Baden-Baden fu sciolta formalmente il 23 febbraio 1951. Tuttavia fu rifondata nel 1956. I fedeli oggi si radunano in una sala di preghiera in Werderstraße 2.

## Cultura

### Istruzione
Baden-Baden ha numerosi istituti per l'istruzione. Da citare innanzi a tutti è l'Accademia Europea di Eventi e Media (Europäische Medien- und Event-Akademi).

#### Scuola
A Baden-Baden si trovano inoltre le seguenti Scuole:
- La Hauptschule Lichtental
- La scuola Theodor Heuss
- Il ginnasio Richard-Wagner
- Il ginnasio Markgraf-Ludwig
- Il ginnasio Hohenbaden
- Il ginnasio privato Kloster vom heiligen Grab (Scuola del convento del Santo Sepolcro)
- La Scuola Reale Baden-Baden

#### Letteratura

##### Baden-Baden nel romanzo
"Merkwürdig ist, daß noch kein Schriftsteller die große Zeit Badens (1845-1869) für einen Roman verwendet hat" ("Strano è che ancora nessuno scrittore abbia utilizzato la splendente stagione di Baden per un romanzo") scrisse Otto Flake nella premessa al suo romanzo "Hortense oder die Rückkehr nach Baden-Baden", che venne pubblicato nel 1933. Di fatto l'autore in questo romanzo è riuscito a rendere in maniera eccellente l'atmosfera della stagione della fioritura della località termale nel XIX secolo.
Il romanzo La Cura (1925) di Hermann Hesse è ambientato a Baden-Baden.
Nella seconda e terza parte del suo romanzo Estate a Baden-Baden (1982), Leonid Cypkin ha descritto la dipendenza dal gioco di Fëdor Dostoevskij al tavolo della roulette a Baden-Baden durante il suo viaggio in Germania con la seconda moglie Anna nel 1867, utilizzando motivi tratti dal romanzo Il giocatore del 1866.

##### Poesia
Baden-Baden è citata come luogo di villeggiatura mondano in uno degli epitaffi dell'Antologia di Spoon River di Edgar Lee Masters, "Hortens Robbins": "Ero sempre a cena o in viaggio,/ o a passare le acque a Baden-Baden [...] e quante volte passavo le acque a Baden-Baden!"

##### Letteratura da viaggio
- Wiesehöfer, Gereon & Söhner, Manfred, Baden-Baden zum Kennenlernen. Ein Reise- und Stadtführer, 3. Auflage, 2004, 86 S., Aquensis Verlag, ISBN 3-937978-01-1
- Hölzle, Peter, Glücks- und Gesundbrunnen. Das Welt- und Halbweltbad Baden-Baden, in: Kult-Bäder und Bäderkultur in Baden-Württemberg, hg. v. W. Niess, S. Lorenz. Filderstadt: Markstein, 304 S., 326 grossform. farb. F., 2004, ISBN 3-935129-16-5
- Falk, Christiane & Hortenbach, Kristina, Gut Essen und Trinken in Baden-Baden, 120 S., 2003, Baden-Baden: Rendezvous-Verlag, ISBN 3-936881-03-0
- Schallmayer, Egon, Aquae - das römische Baden-Baden, Stuttgart: Theiss, 113 S., 78 Abb., 1989, ISBN 3-8062-0555-8

#### Musei
- Museo cittadino di Baden-Baden
- Galleria d'arte cittadina di Baden-Baden
- Collezione Frieder Burda, (creata da Richard Meier)
- Museo Fabergé
- Brahmshaus, la casa dove il musicista tedesco soggiornò d'estate dal 1865 al 1874

Musei di Baden-Baden
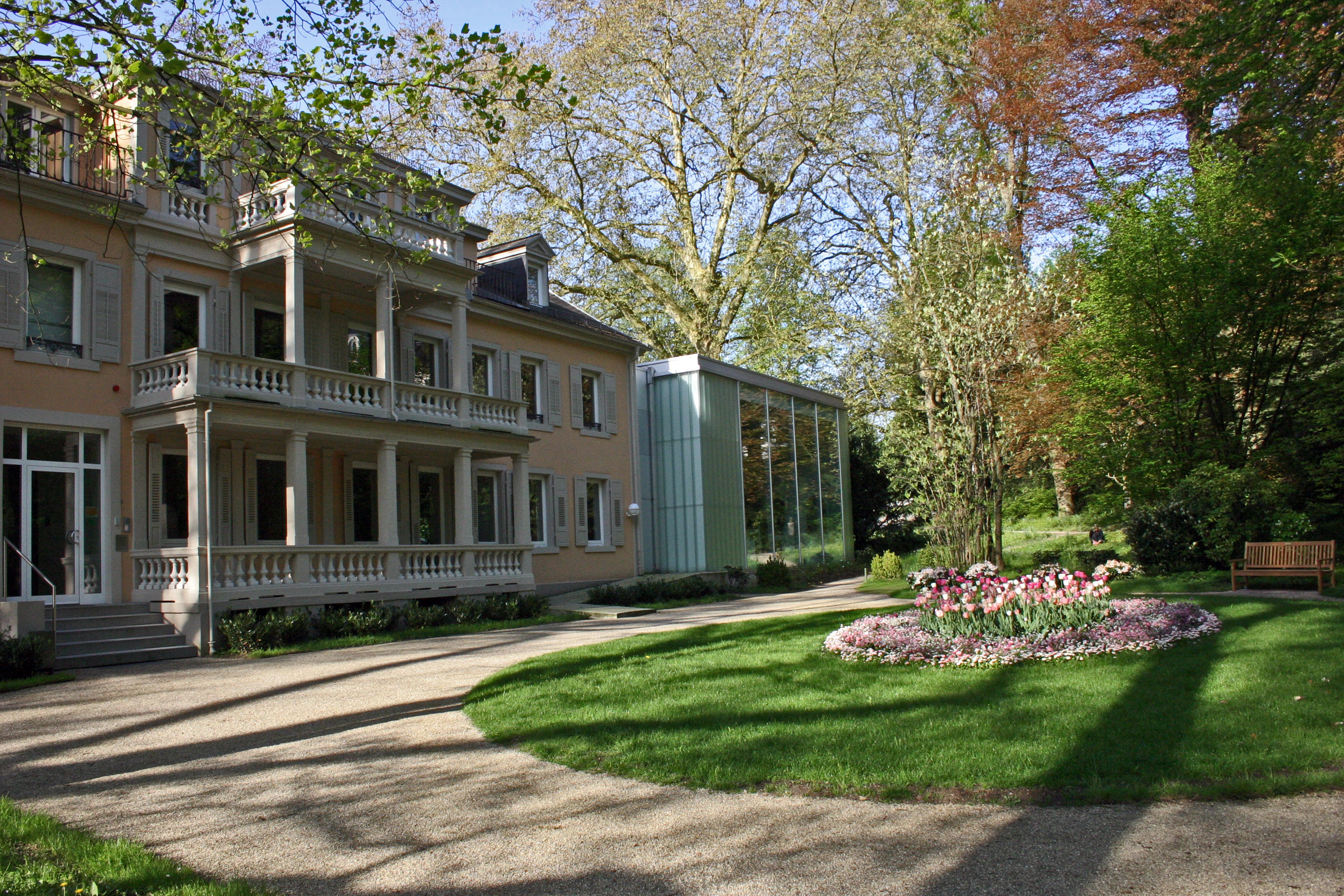
Museo cittadino di Baden-Baden
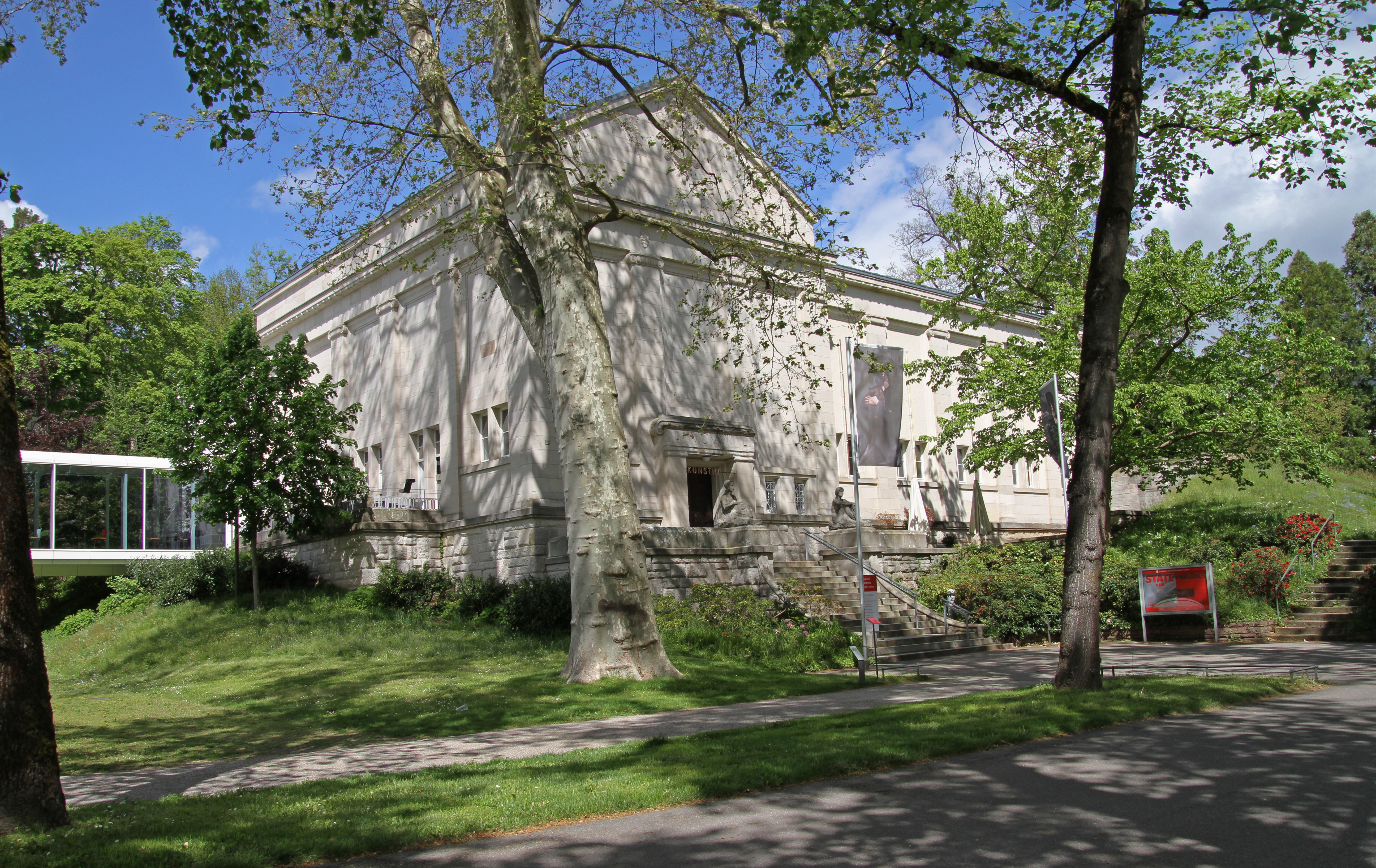
Galleria d'arte cittadina di Baden-Baden
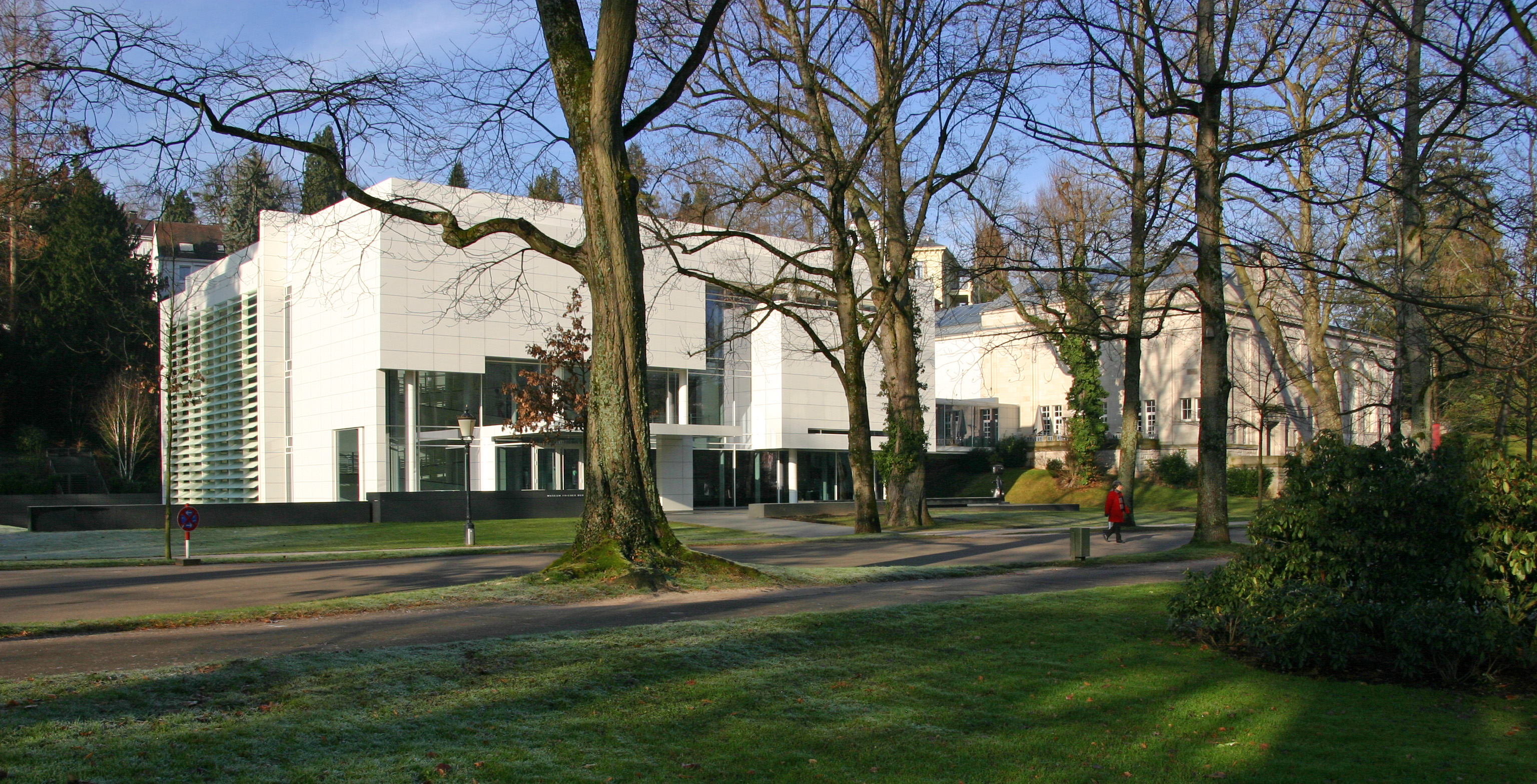
Collezione Frieder Burda
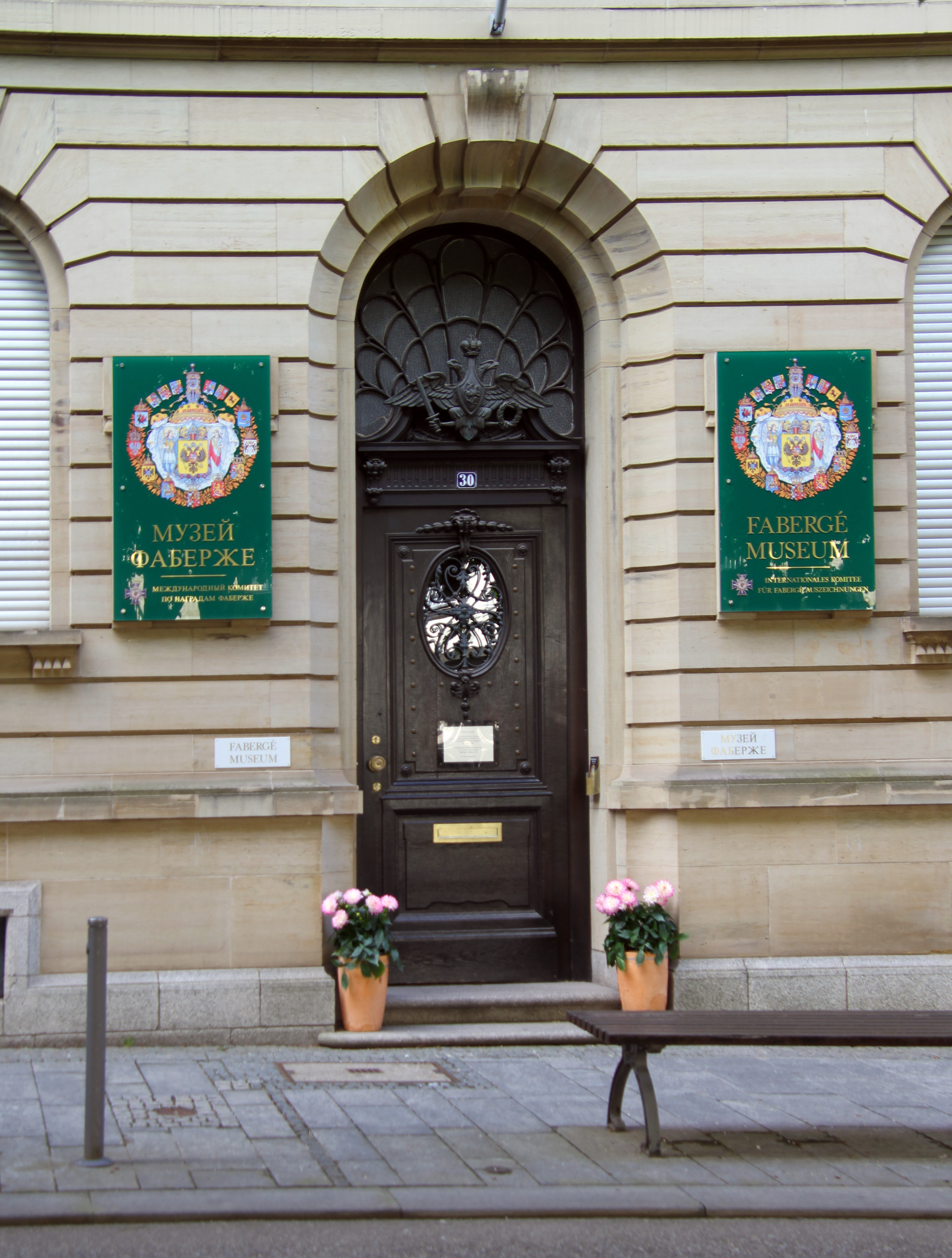
Museo Fabergé
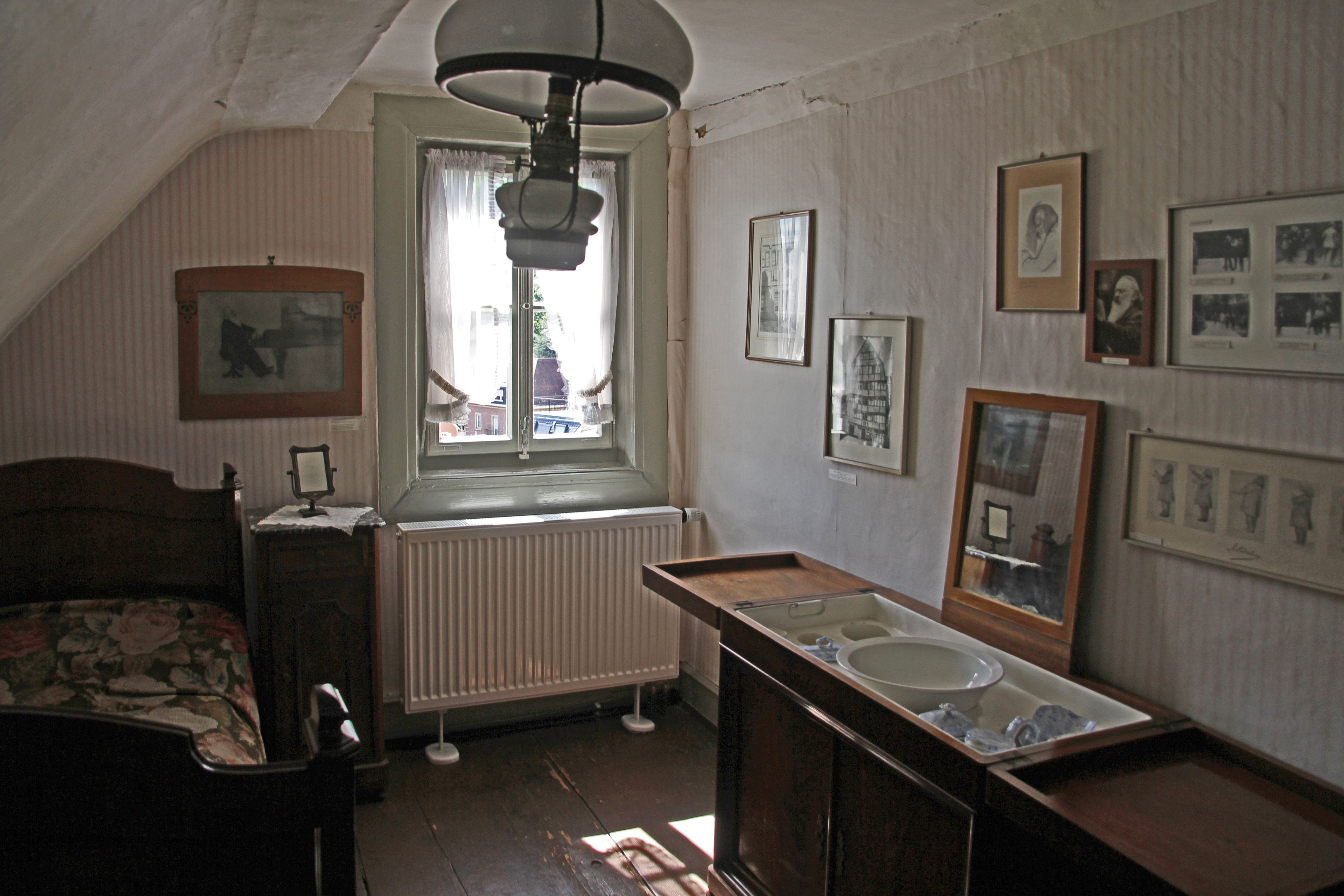
Brahmshaus

### Media
Baden-Baden è sede del principale centro di produzione della Südwestrundfunk. Qui vengono prodotti e trasmessi numerosi programmi radiofonici e televisivi. La TV tedesca ARTE Deutschland TV GmbH ha la sua sede nella città. Due quotidiani sono pubblicati a Baden-Baden: Il Badisches Tagblatt (BT) e il Badische Neueste Nachrichten (BNN).
A Baden-Baden viene annualmente conferito, dalla impresa di Baden-Baden Media Control ,il premio Deutscher Medienpreis.

### Teatro e manifestazioni
Il Teatro di Baden-Baden ha un palcoscenico con un'orchestra numerosa. Inoltre dietro le quinte lavora il "Piccolo palco".
La casa del Festival di Baden-Baden, che sorge presso i locali della vecchia stazione, è la seconda più grande casa per concerti d'Europa ed attira molti turisti con opere, musical e concerti.

### Musica
Nel giugno 2007 l'orchestra giovanile di Baden-Baden ha festeggiato 50 anni di attività. Dagli umili inizi, senza possibilità finanziarie, l'orchestra si sviluppò, sotto la direzione di Karl Nagel (dal 1963), fino ad occupare un posto di rilievo con numerosi ed apprezzati concerti. Nel 2001 si esibì con la stella mondiale del violino, Hillary Hahn, con grande successo.
L'orchestra filarmonica di Baden Baden è nota oltre i confini regionali grazie a numerose tournée ed incisioni discografiche. Baden-Baden è anche sede dell'orchestra sinfonica della SWR.
A Baden-Baden si svolge annualmente dal 1997 la manifestazione "Herbert von Karajan Pfingstfestspiele", dal 2003 collegata al premio "Herbert von Karajan".
Grazie alla Bergbahn si può viaggiare sul Merkur.
Baden-Baden è una delle città principali (ed un tempo punto di partenza) sulla strada panoramica B500.

### Manifestazioni periodiche
- maggio: Giornate di Johannes Brahms (Brahms Tage), (ogni due anni) Concerti e conferenze di primavera sulla musica di Brahms
- maggio: concerti di Pentecoste
- giugno: nel quartiere Steinbach, rievocazione della vendemmia medievale, "Gala estivo"
- luglio: Esibizione nelle nuove varietà di rose, incontro di auto d'epoca
- agosto: Festa cittadina e "Grande settimana"
- settembre: settimana del golf
- ottobre: Sales & Racing
- dicembre: Mercatino di Natale

### Scacchi
La città ha ospitato due storici tornei di scacchi: Baden-Baden 1870 e Baden-Baden 1925. Il circolo di scacchi OSC Baden-Baden ha vinto 13 delle ultime 15 edizioni della Bundesliga di scacchi, considerato il più forte campionato nazionale di scacchi a squadre del mondo.

### Gastronomia
- A sud di Baden-Baden si trova la regione vinicola di Ortenau
- Rehrücken Baden-Baden

## Geografia antropica
Le seguenti città e comuni confinano con la città di Baden-Baden. Vengono nominati in senso orario da nord e appartengono tutte al distretto di Rastatt:
Rastatt, Kuppenheim, Gaggenau, Gernsbach, Weisenbach, Forbach (Baden), Bühl (Baden), Bühlertal, Sinzheim, Hügelsheim e Iffezheim.

### Suddivisione amministrativa
La zona urbana di Baden-Baden si divide nei seguenti quartieri:
Balg, Ebersteinburg, Haueneberstein, Centro della città, Lichtental (inclusi Oberbeuern e Geroldsau), Neuweier, Oos, Sandweier, Steinbach, Varnhalt e la città occidentale con l'angolo dell'Oos.
Inoltre vi sono diverse ulteriori strutture abitative o zone residenziali con un proprio nome parzialmente sparse. Sono: Gaisbach, Gallenbach, Hungerberg, Malschbach, Mührich, Schmalbach, Schneckenbach, Seelach, Umweg e Unterer Plättig.
I quartieri di Ebersteinburg, Haueneberstein e Sandweier hanno a loro volta una propria amministrazione locale con un presidente di frazione. I quartieri Steinbach, Neuweier e varnhalt hanno un'amministrazione di frazione comune ("Rebland") anche questi con un presidente di frazione.
All'interno dell'area cittadina racchiusa da Baden-Baden vi sono 3 enclavi per lo più disabitate del comune limitrofo di Sinzheim, tra cui il podere del monastero di Fremersberg.

Chiese nei quartieri di Baden-Baden
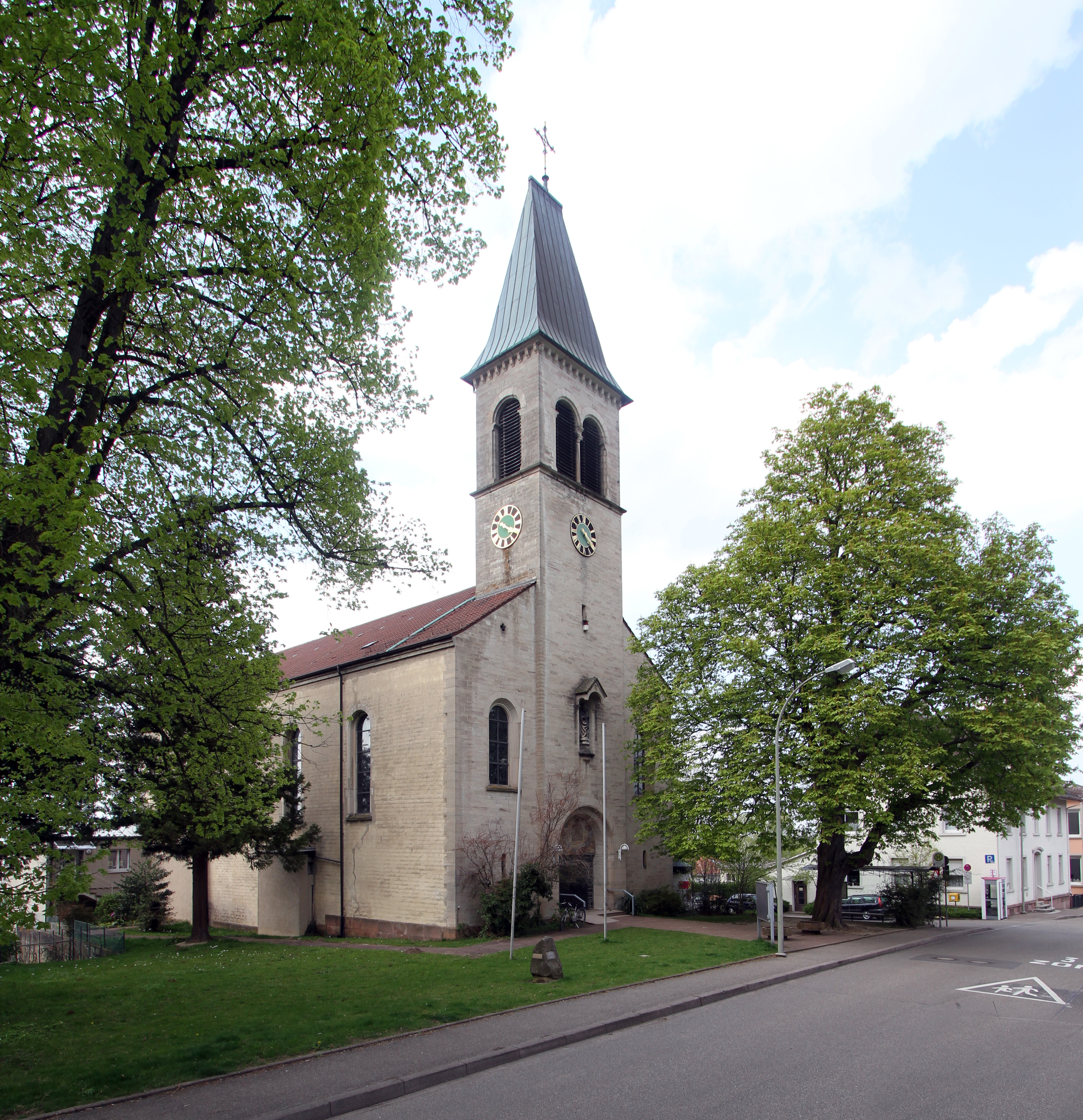
Sant'Euchario, Balg
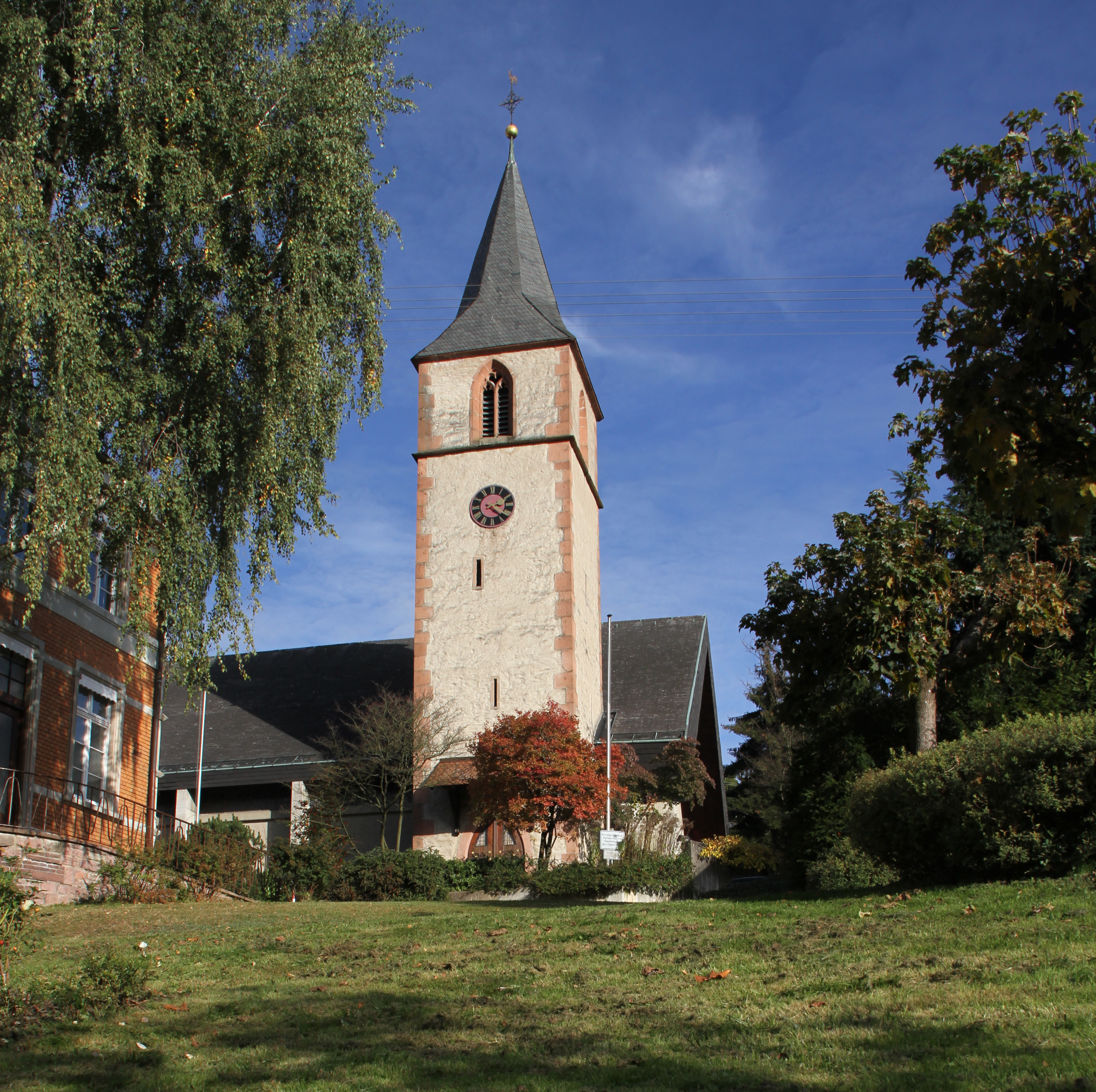
Sant'Antonio, Ebersteinburg
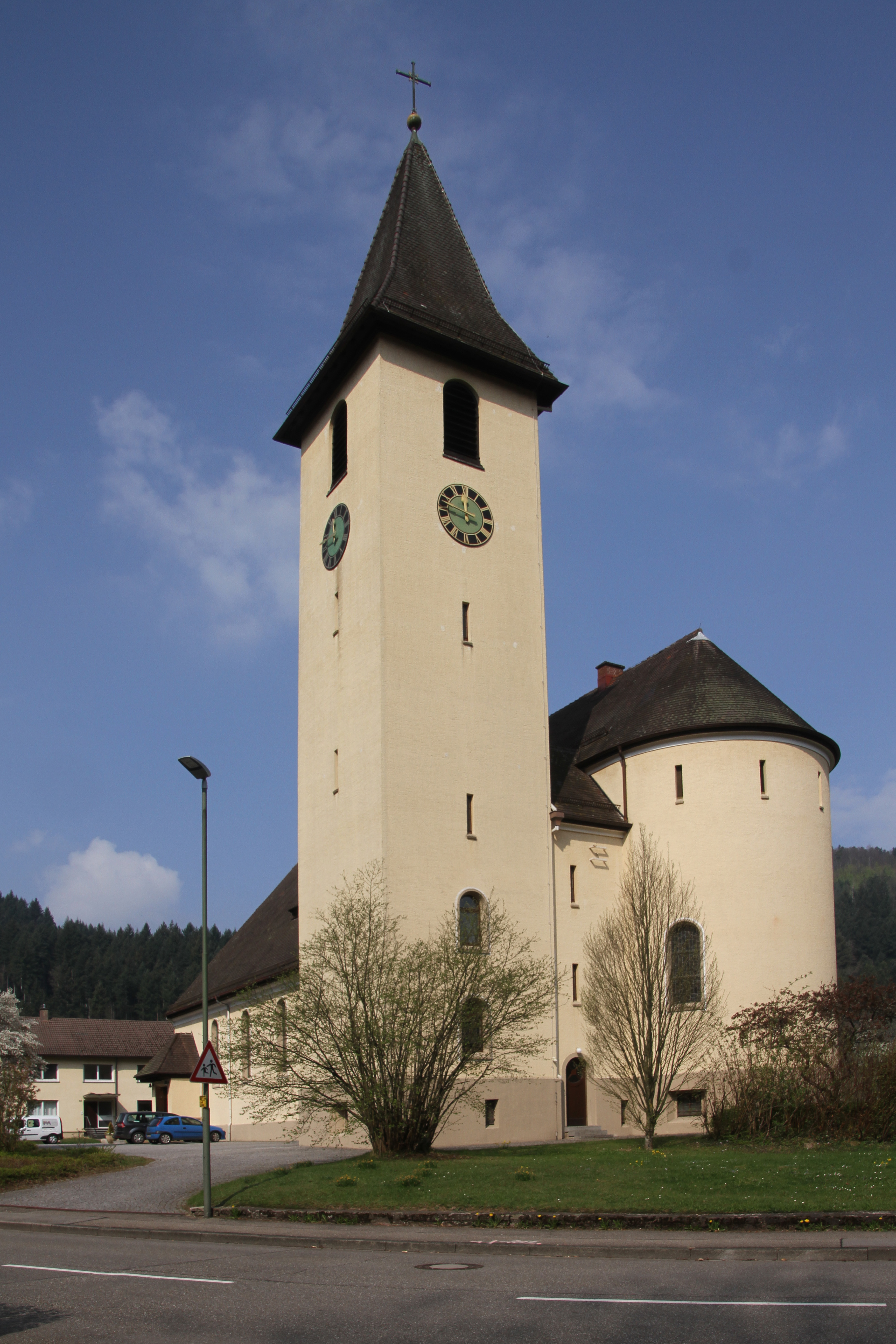
Spirito Santo, Geroldsau
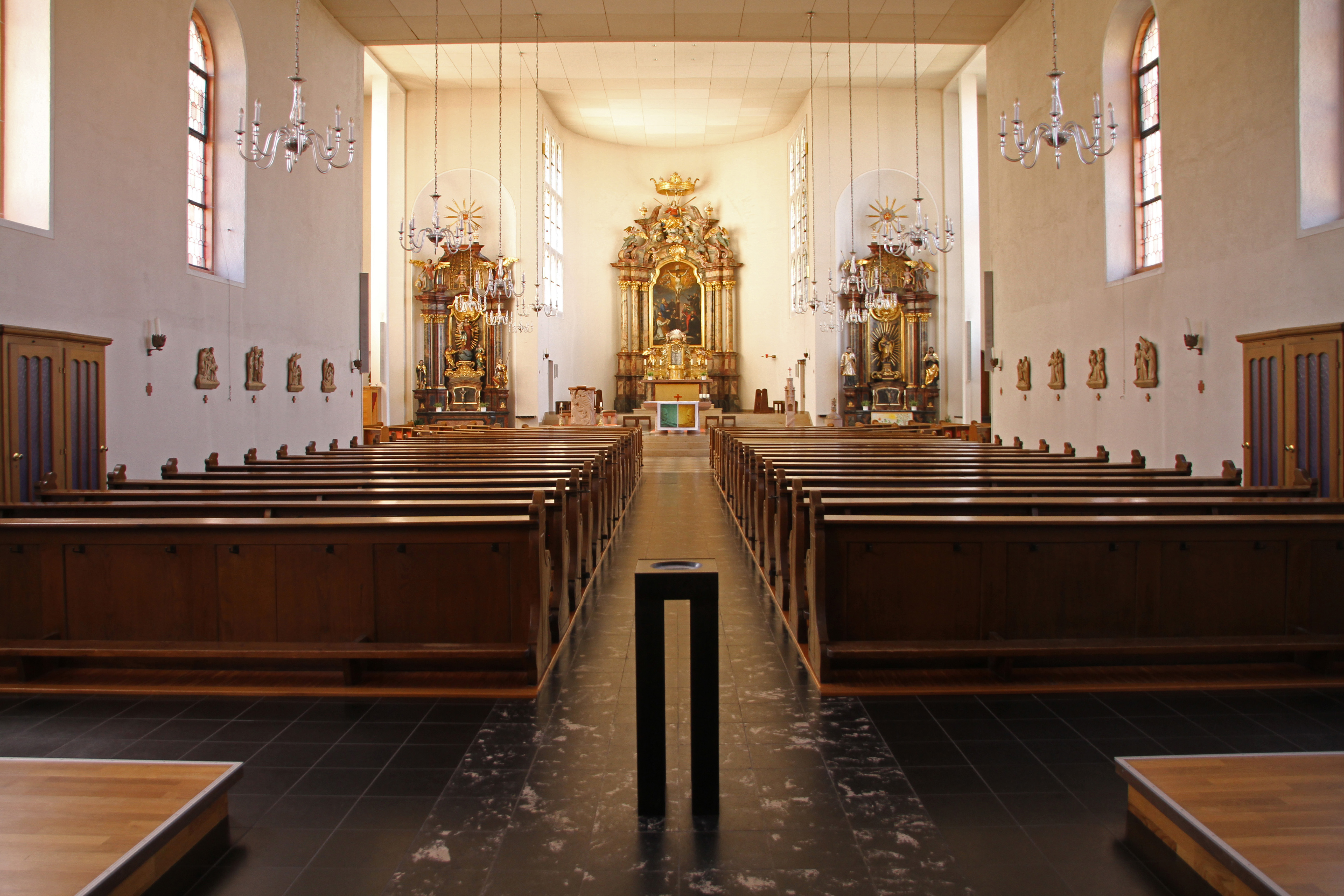
San Bartolomeo, Haueneberstein
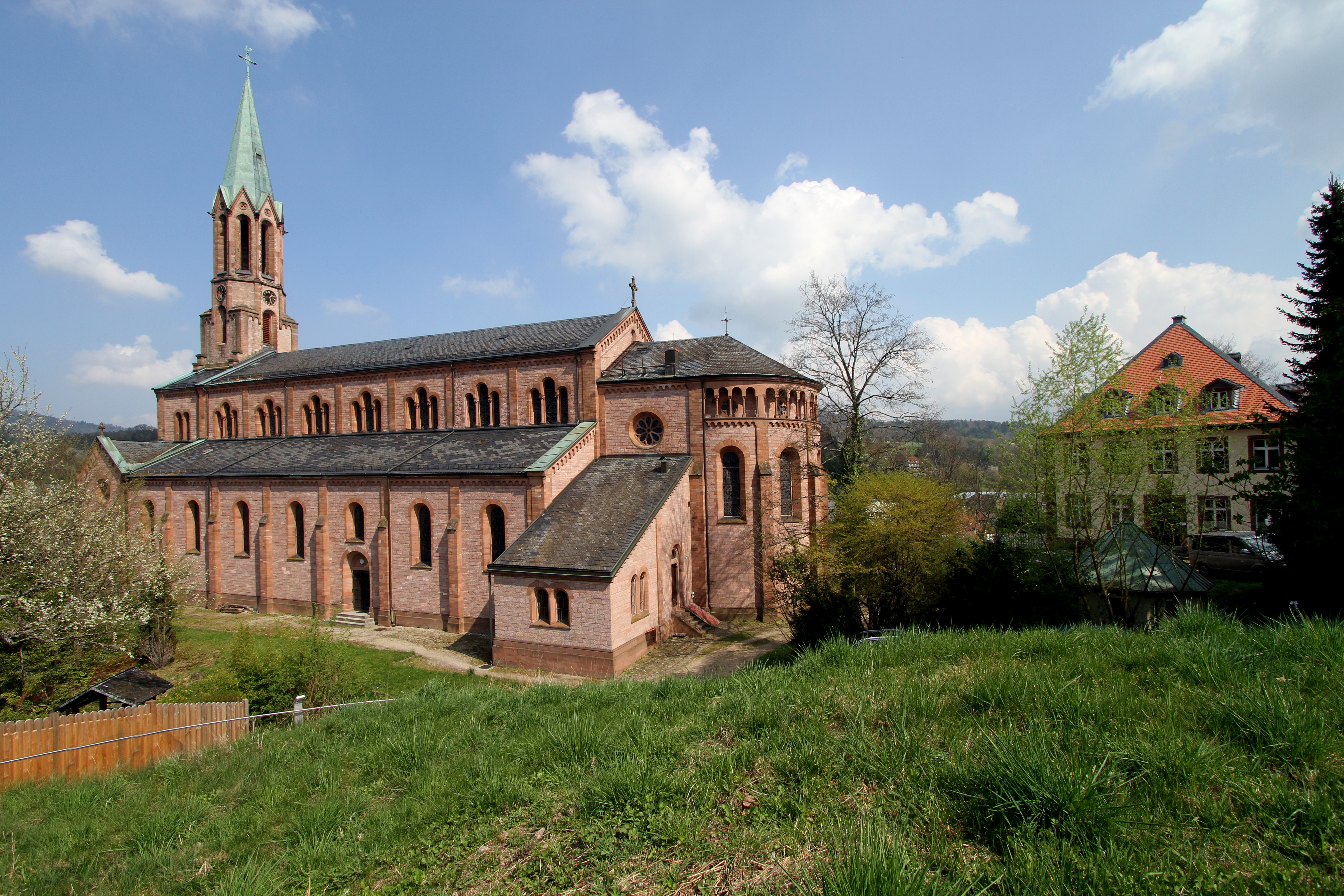
San Bonifatio, Lichtental
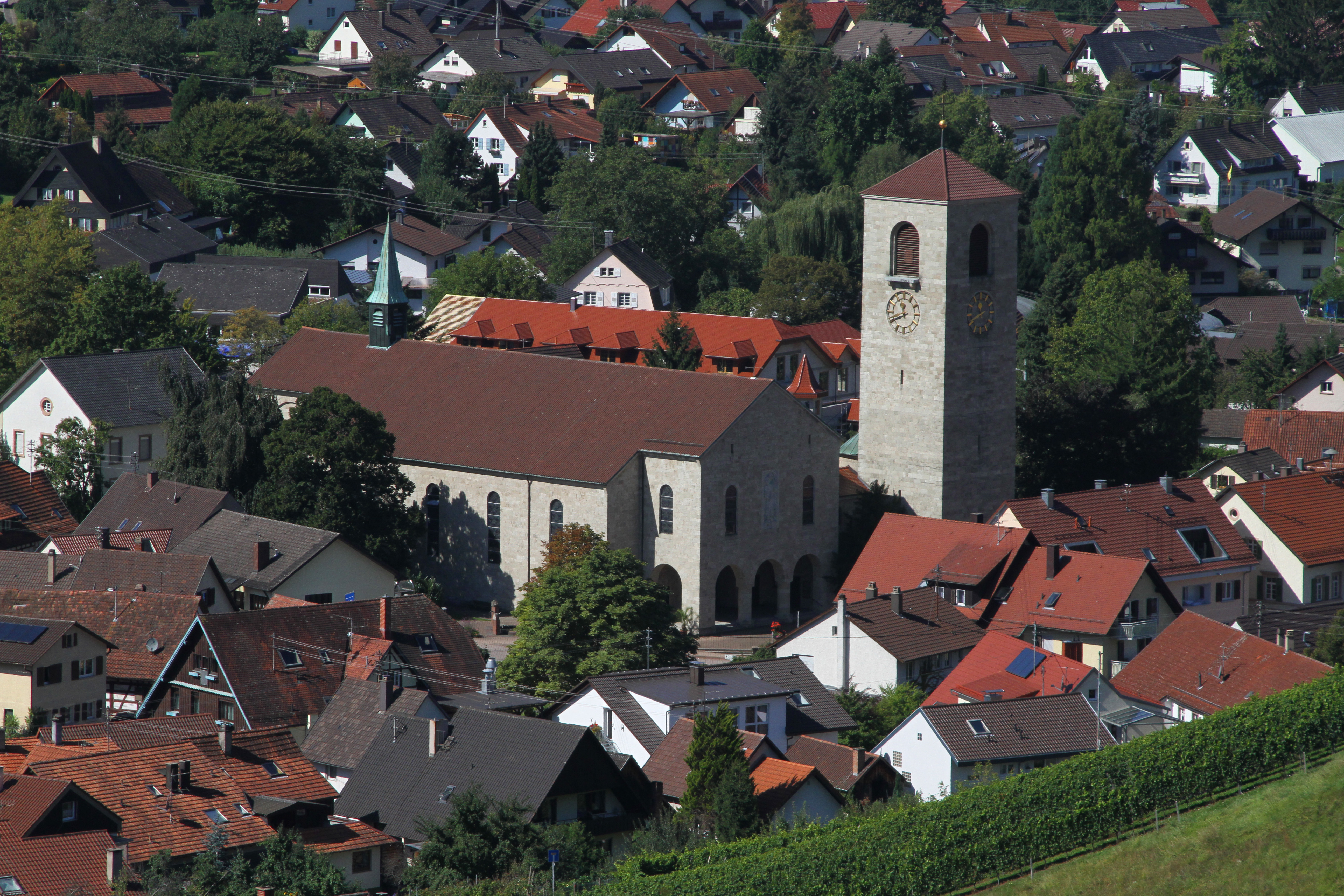
San Michele, Neuweier
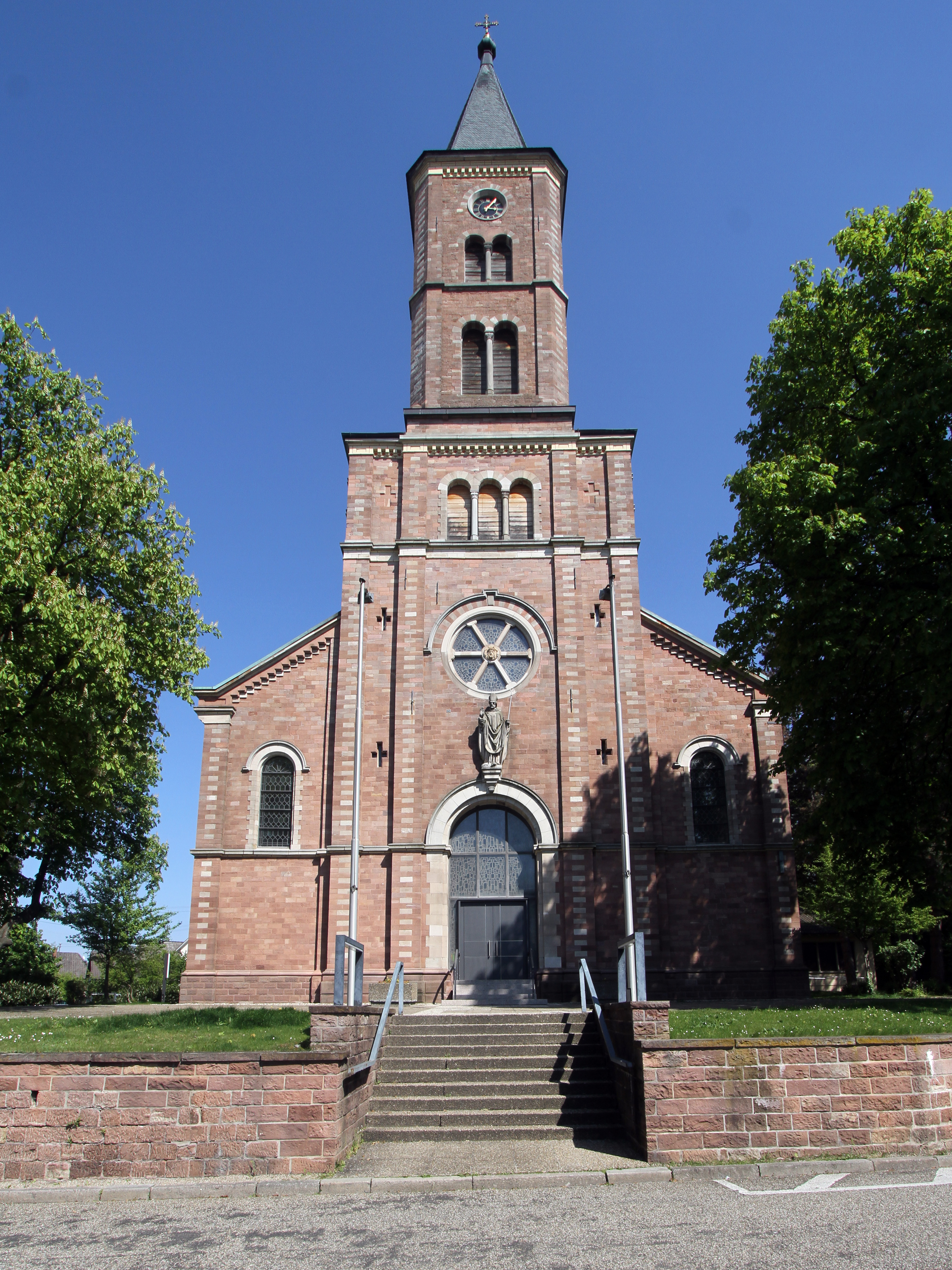
San Dionysio, Oos
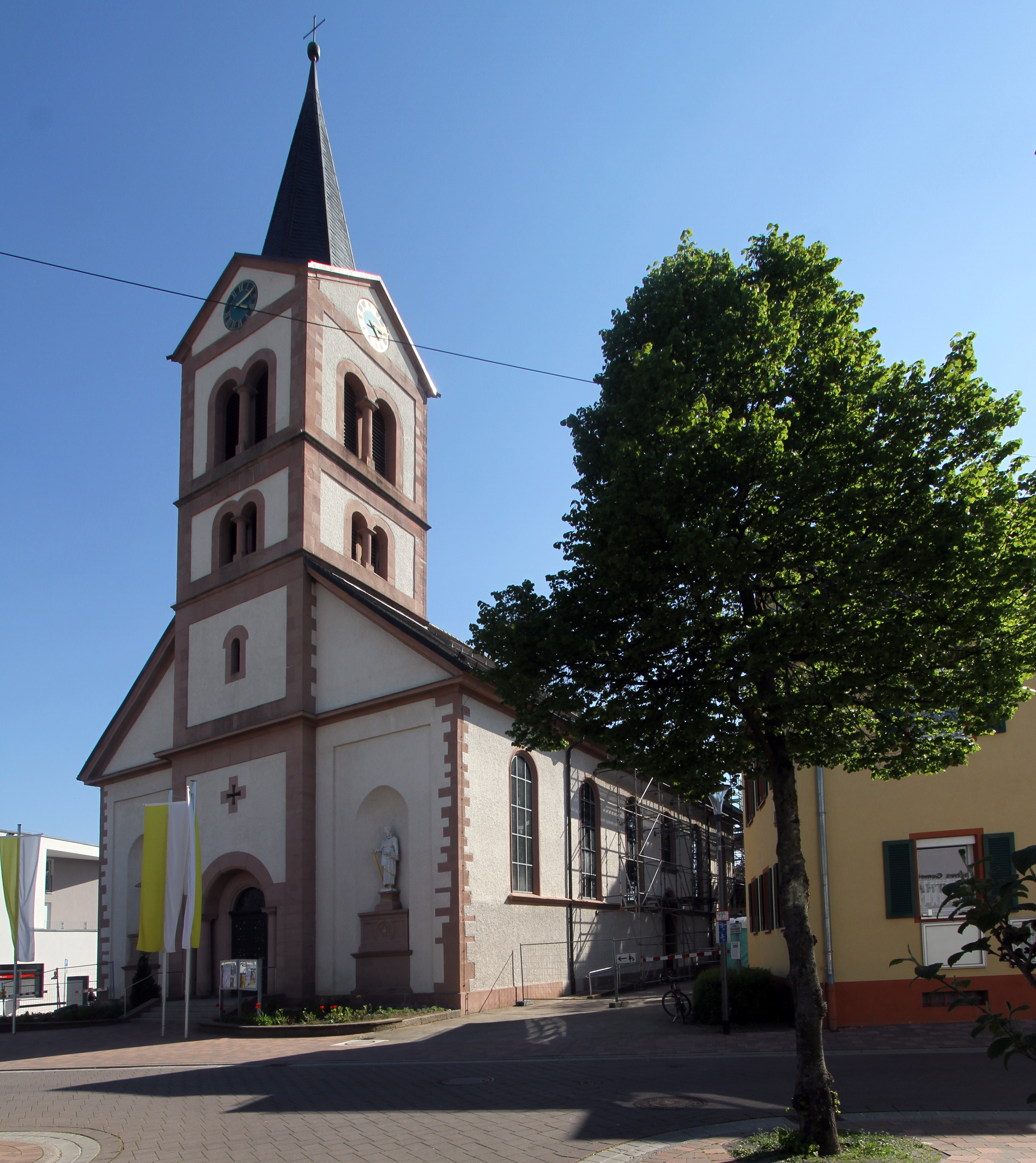
Santa Catherine, Sandweier
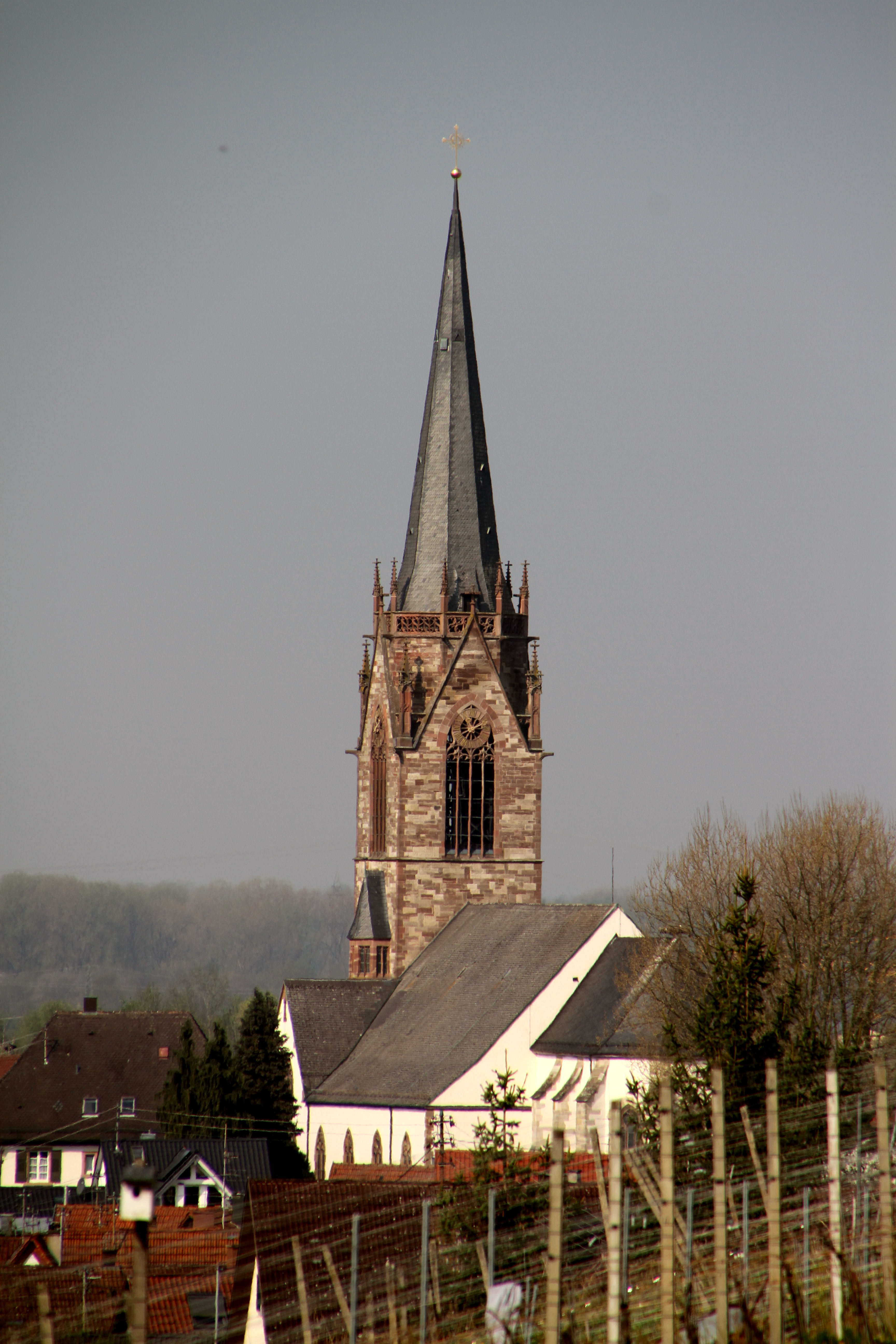
San Giacomo, Steinbach
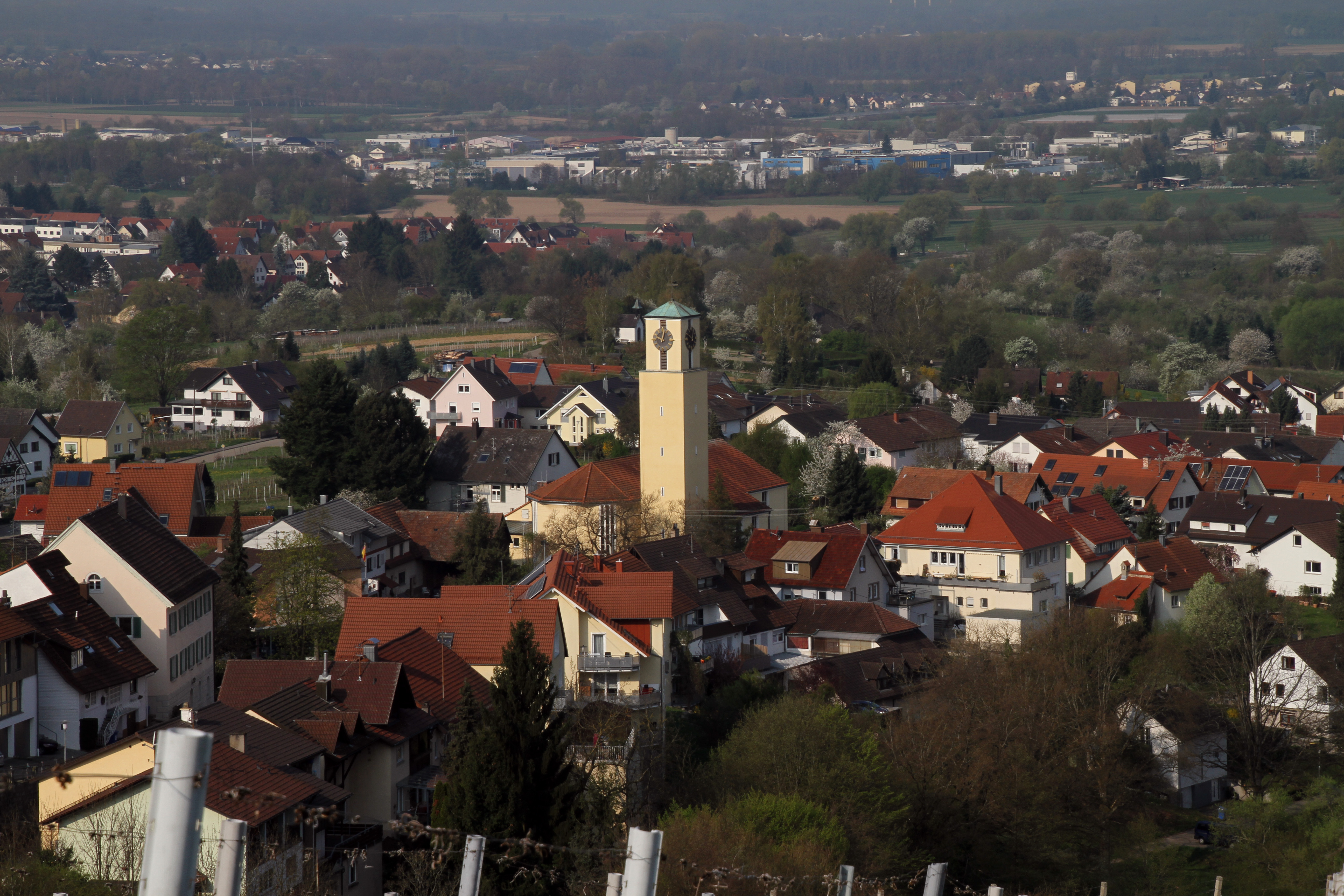
Cuore di Gesù, Varnhalt
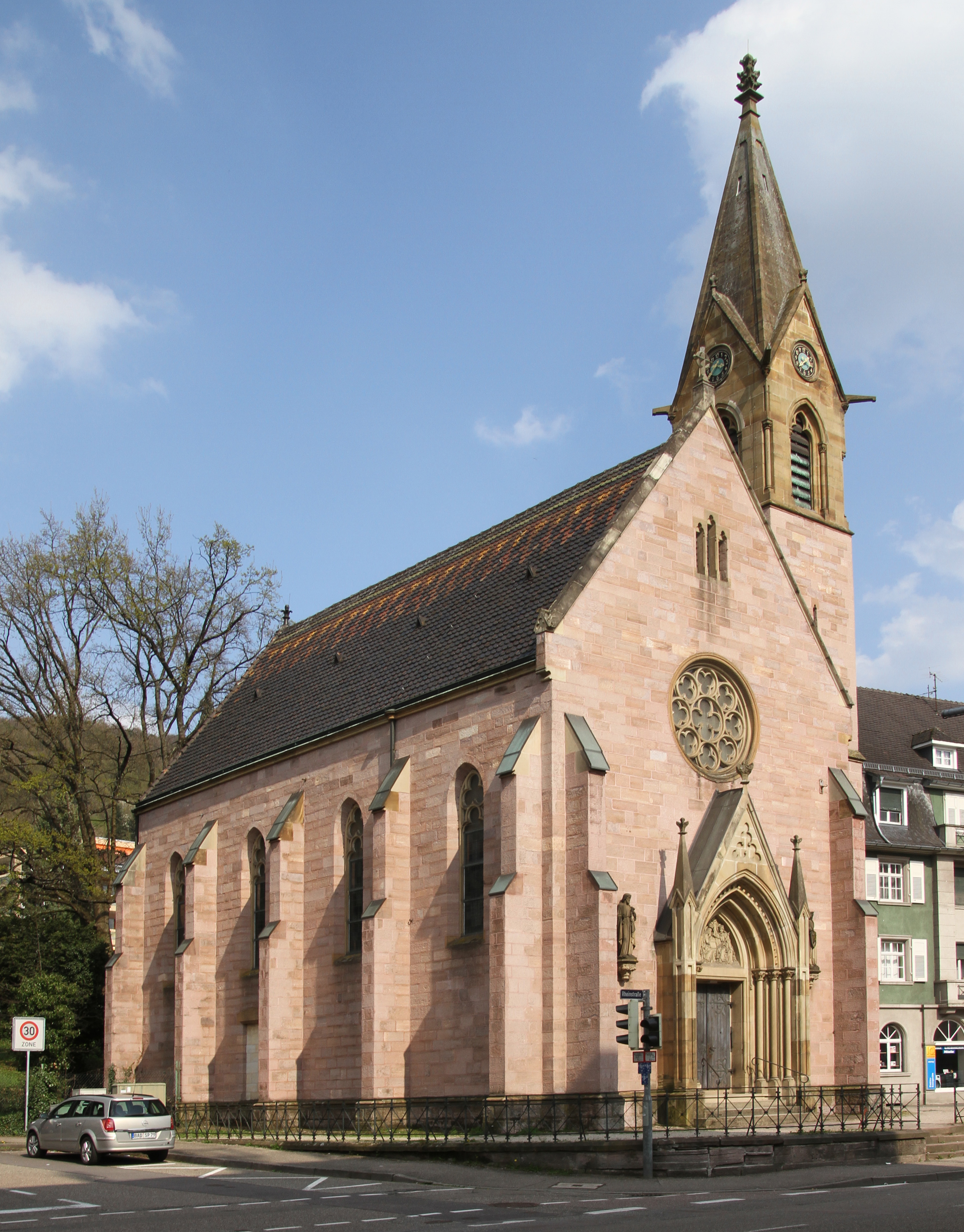
Cappella 'Tre querce', città occidentale

## Infrastrutture e trasporti

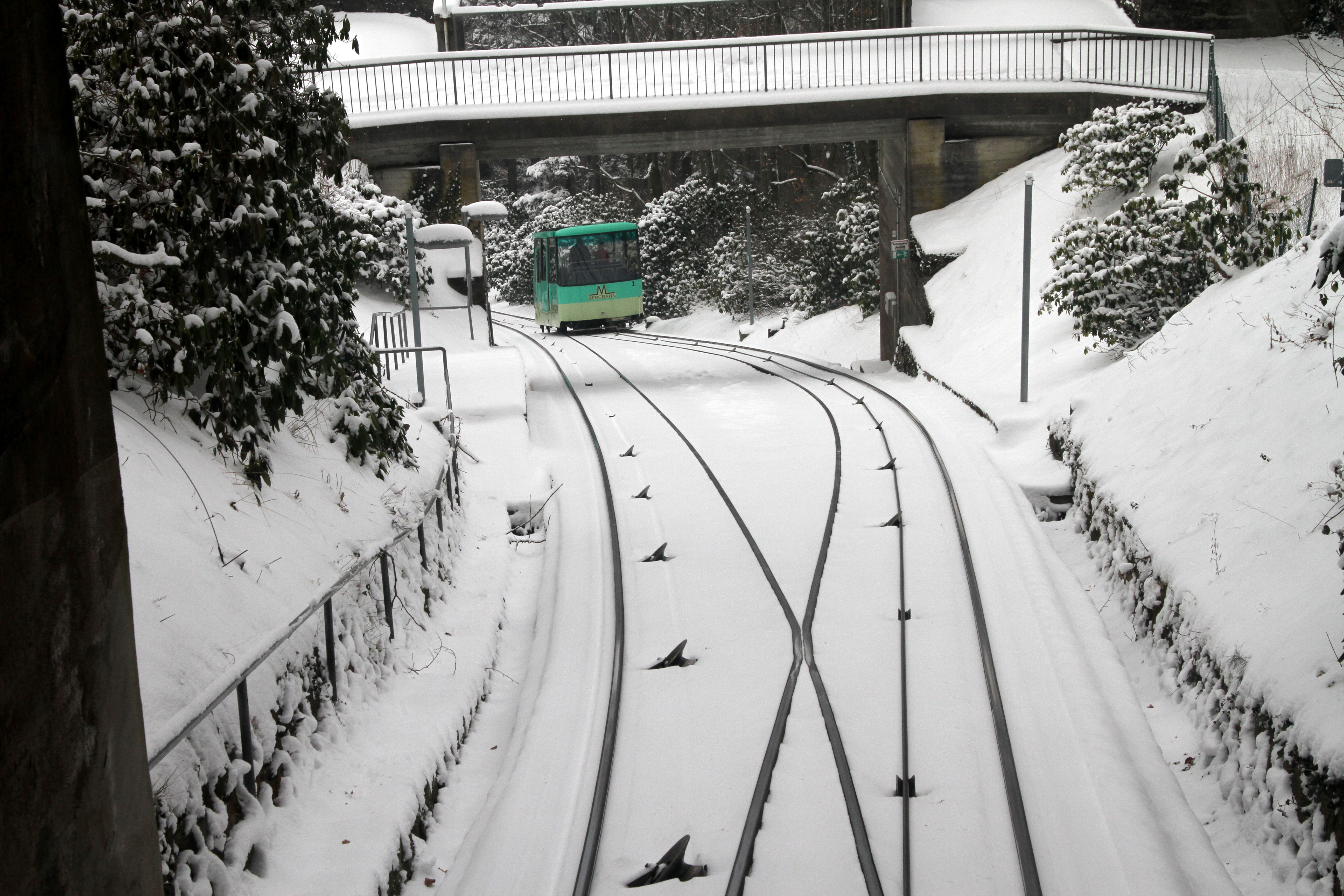
Funicolare del monte Merkur

Baden-Baden si trova lungo l'autostrada A5 (Karlsruhe-Basilea) e si può raggiungere attraverso gli svincoli Baden-Baden e Bühl. La città è attraversata dalla strada federale 500 (Strada panoramica della Foresta Nera). Nelle vicinanze passa anche la strada federale 3.

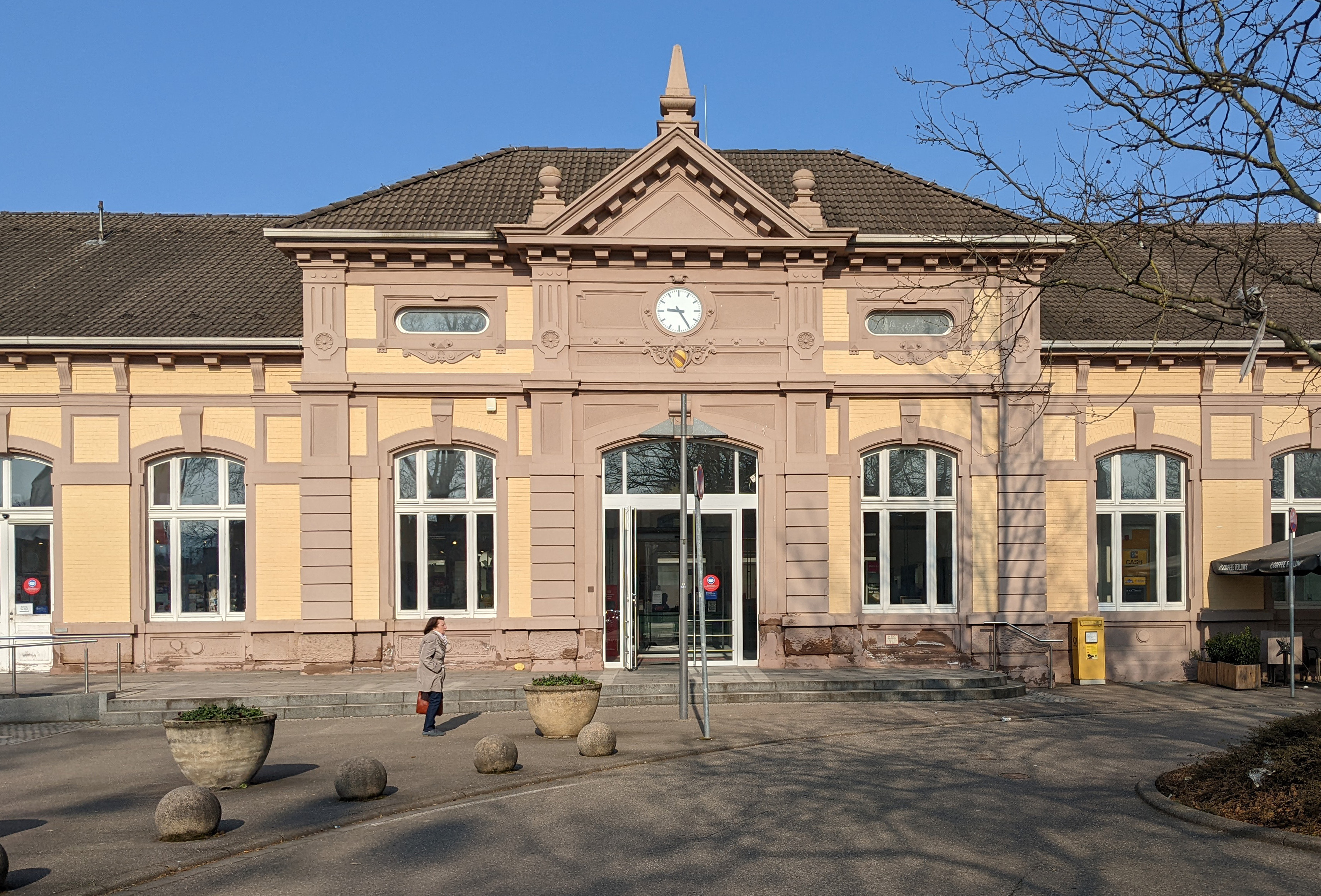
La stazione ferroviaria

A Baden-Baden è stata costruita ed è in esercizio la prima turborotatoria in Germania.
Ad ovest della città, vicino al confine francese si trova l'aeroporto di Karlsruhe-Baden Baden (FKB), detto Baden-Airport, collegato con voli di linea a Berlino, Londra, Trapani, Roma, Bari e Barcellona.
La stazione ferroviaria è servita dai treni veloci ICE della linea Mannheim-Basilea, la cosiddetta "Ferrovia del Reno". Le linee S4 ed S32 della "Albtal-Verkehrs-Gesellschaft" offrono collegamenti diretti con Rastatt, Ettlingen, Karlsruhe, Heilbronn e Bühl. Il servizio pubblico di trasporto locale offre numerose linee di autobus.
La prima linea cittadina di tram fu inaugurata il 24 gennaio 1910 e dismessa il 28 febbraio 1951. Viaggiava su binari di scartamento pari ad un metro per un percorso di circa 15 km. Fu sostituita da un servizio autobus in servizio dal 26 giugno 1949.
Una funicolare porta sulla cima del monte Merkur dal 16 agosto 1913.
A est della città, sulla strada per Forbach si trova l'area di convalescenza Rote Lache.

## Amministrazione

### Tribunali
Baden-Baden è sede di un Landgericht e di un Amtsgericht, che appartengono al distretto OLG di Karlsruhe.

### Autorità
A Baden-Baden ci sono un ufficio delle tasse (Finanzamt), parecchi notai e una dogana.

### Gemellaggi
Baden-Baden è gemellata con:
- Mentone, dal 1961
- Freital, dal 1990
- Moncalieri, dal 1990
- Karlovy Vary, dal 1998
- Jalta, dal 2000
- Soči, dal 2012